# Espinhosela
Espinhosela est une freguesia portugaise du concelho de Bragance, avec une superficie de 37,03 km2 pour une densité de population de 6,6 hab/km2 avec 244 habitants en 2011.
Elle contient les villages de Cova de Lua, Terroso et de Vilarinho.

## Patrimoine
- Ruines de la Chapelle da Senhora da Hera.